# Kharsawan

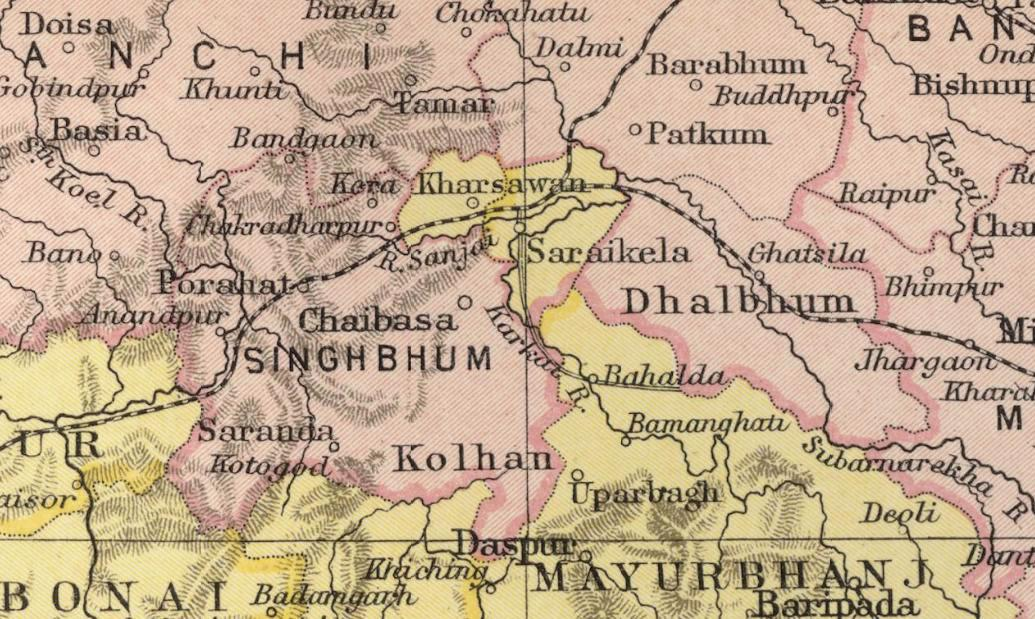
Kharsawan a un mapa de l'Imperial Gazetteer of India

Kharsawan fou un estat tributari protegit, un dels petits estats del districte de Singhbhum a Chhota Nagpur, després agregat a Orissa. Limitava al nord amb el districte de Ranchi i el districte de Manbhum, a l'est amb l'estat de Saraikela, i al sud i oest amb el districte de Singhbhum.
La superfície era de 376 km² (396 km² el 1901 després d'una nova mesura) amb una població de 26.280 habitants el 1872, 31.127 el 1881, 35.470 el 1891, 36.540 el 1901 i 44.805 habitants el 1931, repartits en 255 pobles el 1881 i 263 el 1901; els habitants eren en gran part hindús (uns 20.000 el 1901) i animistes (uns 16.000); només 293 eren musulmans el 1901.
La capital és Kharsawan situada a 22° 47′ 00″ N, 85° 49′ 40″ E / 22.78333°N,85.82778°E. El riu principal era el Sonai que creuava l'estat de nord-oest a sud-est. La major part de l'estat era jungla amb algunes altures que arribaven a 800 metres; les depressions s'aprofitaven com a terrasses; la resta eren terres planes.
Els rages de Kharsawan pertanyien a la branca júnior de la família dels rages de Porahat. Algunes generacions abans de l'establiment del protectorat britànic, Kunwar Bikram Singh, germà petit del raja, va aconseguir pel seu manteniment les terres que després van formar els estats de Saraikela i Kharsawan. Bikram Singh, de les seves dues vídues, va deixar cinc fills, dels que el gran Nar Singh el va succeir a Saraikela i el segon Padam Singh a Kharsawan, rebent els altres petites thikanes. A causa d'alguns conflictes a la frontera dels antics Jungle Mahals (Mahals de la Jungla), el thakur de Kharsawan i el kunwar de Saraikela van fer un tractat amb els britànics sobre el tractament dels rebels fugitius. Així el thakur es va obligar a fer alguns serveis als britànics quan li fos demanat però sense haver de pagar tribut. El 1899 se li va concedir un sanad. Disposava d'una força de policia de 4 oficials i 13 agents

## Bandera
La bandera era triangular dividida en tres franges horitzontals: vermella a la part superior, blanca al centre i verda a la part inferior.

## Llista de rages
- Kunwar BIKRAM SINGH
- Thakur PADAM SINGH (fill)
- Thakur JASWANT SINGH (fill)
- Thakur LOKNATH SINGH (fill)
- Thakur MOHANLAL SINGH (fill)
- Thakur CHAITAN SINGH (fill) ?-1839 (+ 11 d'agost de 1839)
- Thakur UPENDRA SINGH (fill) 1839-1844 (+ 21 de gener de 1844)
- Thakur GANGA RAM SINGH Deo (fill?) 1844-1863 (raja des de 1860)
- Thakur RAM NARAIN SINGH Deo (fill) 1863-?
- Thakur RAGHUNATH SINGH Deo ?-1884 (+ 2 de març de 1884)
- Thakur MAHENDRA NARAYAN SINGH Deo 1884-1902 (+6 de febrer de 1902)
- Raja SRIRAM CHANDRA SINGH Deo 1902-1948 (raja 1917)

## Nota
1. ↑  diferent del riu Sonai de l'Assam